# Santana de Cambas
Santana de Cambas é uma povoação portuguesa sede da Freguesia de Santana de Cambas do município de Mértola, freguesia com 164,17 km² de 
área e 750 habitantes (censo de 2021), tendo, por isso, uma densidade populacional de 4,6 hab./km².
Desde o encerramento das Minas de São Domingos que esta freguesia tem vindo a perder população, devido à falta de oportunidades que os jovens têm para se fixar.

## Demografia
A população registada nos censos foi:
Nota: O censo de 1864 apresenta duas discrepância muito acentuadas. A freguesia de Corte do Pinto regista apenas 588 habitantes enquanto no censo de 1878 regista 2572. Por seu lado a freguesia de Santana de Cambas regista 4443 habitantes e em 1878 apenas 2807
| Ano  | 0-14 Anos | 15-24 Anos | 25-64 Anos | > 65 Anos |
| 2001 | 86        | 100        | 371        | 306       |
| 2011 | 81        | 65         | 338        | 313       |
| 2021 | 58        | 53         | 311        | 328       |

## Povoações e lugares da Freguesia[6]
- Alves - 59 habitantes
- Bens - 46 habitantes
- Monte Costa - 21 habitantes
- Formoa - 3 habitantes
- Montes Altos - 53 habitantes
- Monte Moreanes - 174 habitantes
- Picoitos - 88 habitantes
- Pomarão - 37 habitantes
- Salgueiros - 27 habitantes
- Santana de Cambas - 175 habitantes
- Vale do Poço - 33 habitantes
- Sapos - 19 habitantes
- Outros/Residual - 97 habitantes

## Património
- Museu do Contrabando, Edifício da Junta de Freguesia

Além de moinhos, caixas de café e garrafas de gasosa expostas nas suas prateleiras, no Museu do Contrabando pode ainda observar a farda da guarda-fiscal, um exemplar da mochila de contrabandista em serapilheira e painéis informativos. O espólio inclui ainda um artigo do Diário de Lisboa da década de 1950 e um filme com depoimentos de alguns responsáveis por estas fraudes. 